# 1984년 해태 타이거즈 시즌
1984년 해태 타이거즈 시즌은 해태 타이거즈가 KBO 리그에 참가한 3번째 시즌으로, 김응용 감독이 팀을 이끈 2번째 시즌이다. 팀은 배팅으로 연습을 시작하고 끝내는 습관 탓인지 김성한 서정환 김무종 양승호 차영화 등이 부상을 당해 시즌 초반부터  4연패한 것 외에도 4월 12일 서울 3연전을 마친 후 있었던 회식 자리에서 생긴 김일권과 김응용 감독 사이의 불화 때문에 전기 리그 5위, 후기 리그 3위, 통합 5위에 그치며 한국시리즈 진출에 실패했다.
다만, 주동식이 이 해 2완봉승/3선발승(66.7%)으로 2완봉승 이상/2선발승 이상 비율 최고 기록을 세웠으나 이 기록은 1987년 선동열(4완봉승/5선발승)(80%)에 의해  갱신됐다.

## 타이틀
- 노히트노런 : 방수원 (1호)
- 도루 : 김일권 (41)
- 선발 GSC : 방수원 (5월 5일 삼미전, 90), 이상윤 (6월 8일 삼미전, 90)
- KBO 골든글러브 : 김종모 (외야수)
- 올스타 선발 : 김종모 (외야수), 김준환 (외야수), 김봉연 (지명타자)
- 올스타전 추천선수 : 김용남, 이상윤, 황기선, 김무종, 김성한
- 컴투스프로야구 80년대 해태 타이거즈 라인업: 조도연 (중계투수)

## 선수단
- 선발투수 : 주동식, 김용남, 강만식, 방수원
- 구원투수 : 조도연, 문희수, 김현재
- 마무리투수 : 이상윤, 황기선
- 포수 : 유승안, 김무종, 박전섭
- 1루수 : 김일환, 양승호, 강정남
- 2루수 : 서정환, 조충열
- 유격수 : 차영화
- 3루수 : 김성한, 장진범
- 좌익수 : 송일섭
- 중견수 : 김준환, 김일권
- 우익수 : 김종모, 김종윤
- 지명타자 : 김봉연, 임정면

## 여담
- 6월 17일 삼성 라이온즈와 KBO 리그 사상 처음으로 제주 야구장에서 경기를 치렀다.
- 황기선은 이 시즌 제주 야구장에서 7.2이닝을 소화해 제주 야구장 사상 최다 기록을 세웠다.
- 이 시즌 팀은 보크를 한 번도 저지르지 않았다.